# Latimer Road (London Underground)

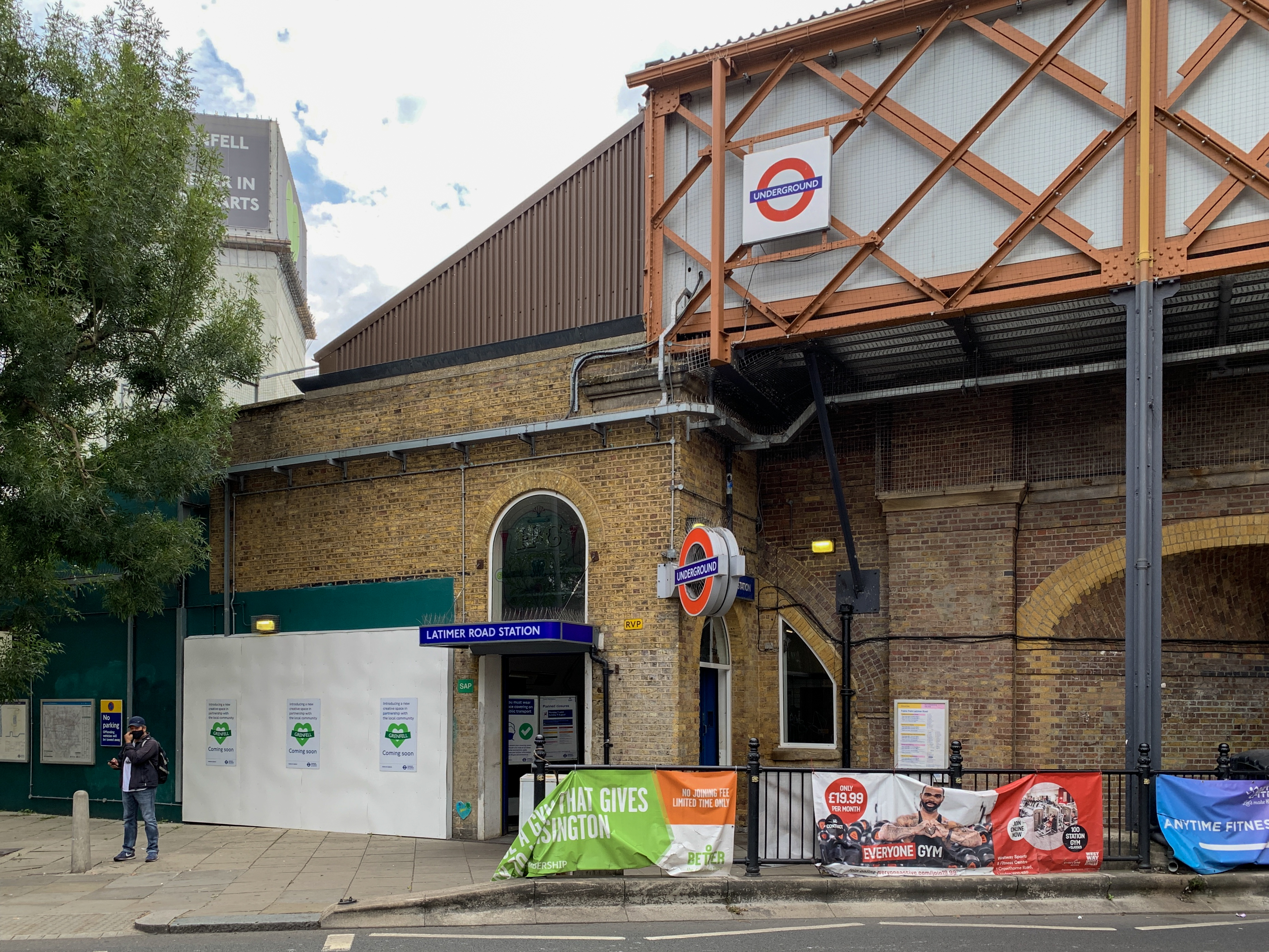
Stationseingang

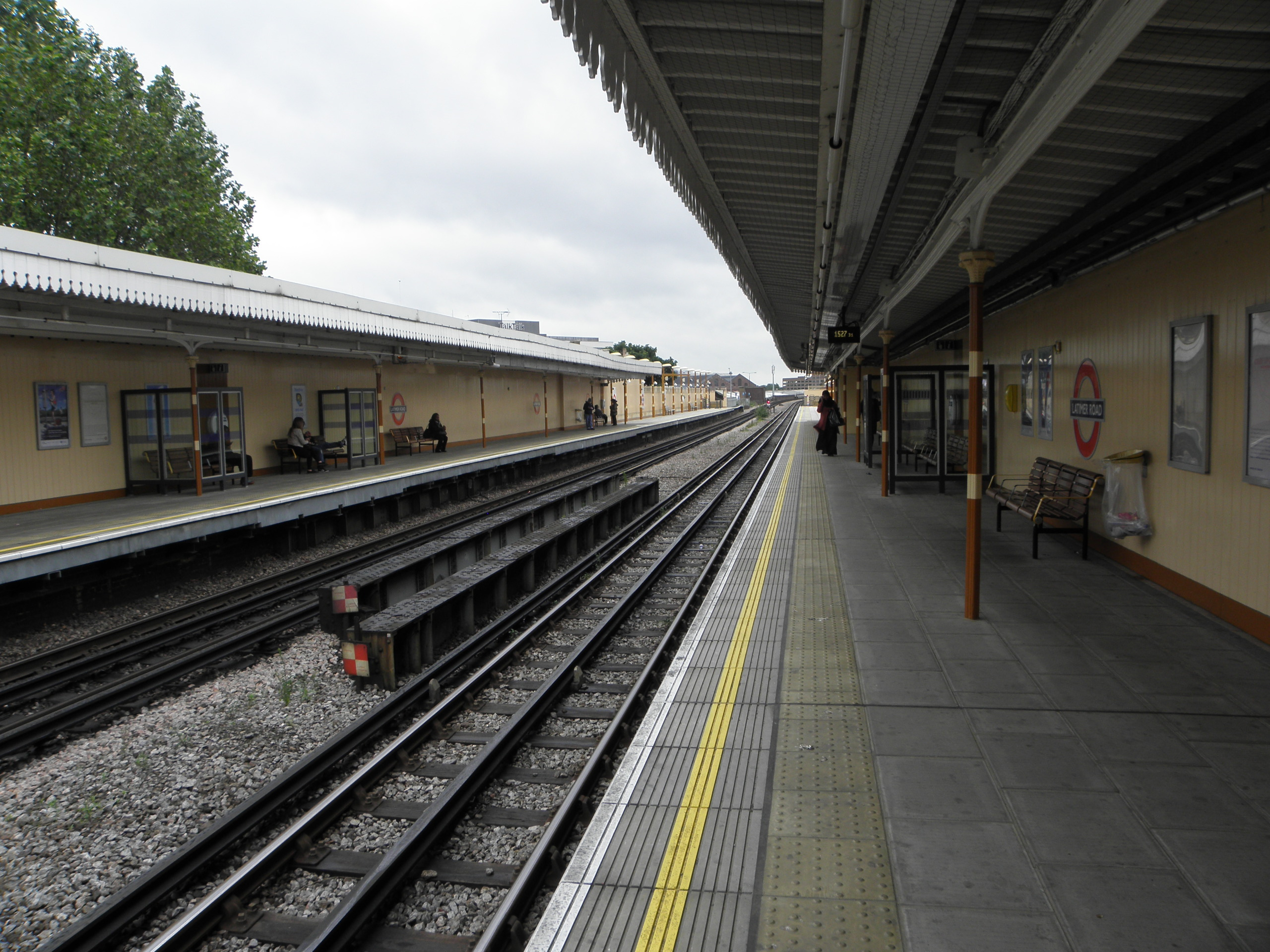
Bahnsteige

Latimer Road ist eine oberirdische Station der London Underground im Stadtbezirk Royal Borough of Kensington and Chelsea. Sie liegt in der Travelcard-Tarifzone 2 an der Freston Road und wird von Zügen der Hammersmith & City Line und der Circle Line bedient. Im Jahr 2014 nutzten 2,39 Millionen Fahrgäste die Station.
Die Eröffnung der Station erfolgte am 16. Dezember 1868 durch die Metropolitan Railway (Vorgängergesellschaft der Metropolitan Line). Die Strecke war jedoch bereits 1864 durch die Hammersmith & City Railway eröffnet worden, die anfänglich der Great Western Railway gehörte und drei Jahre später in den Besitz der Metropolitan Railway überging.

Lage der Stationen in der Gegend um Shepherd’s Bush

Unmittelbar südlich der Latimer Road zweigte ab 1864 eine weitere Strecke in Richtung Süden ab, die zur Station Addison Road – heute Kensington (Olympia) – führte und von der Metropolitan Railway als Teil des äußeren Rings (Outer Circle) bedient wurde. Diese Strecke wurde am 19. Oktober 1940 geschlossen. 1990 erfolgte die betriebliche Verselbständigung des Hammersmith-Zweigs der Metropolitan Line unter dem Namen Hammersmith & City Line. Seit dem 13. Dezember 2009 halten hier auch Züge der Circle Line.
Aus heutiger Sicht erscheint ungewöhnlich, dass die Station nach der Latimer Road benannt ist, obwohl diese rund 500 Meter nördlich von der Station verläuft, die Station wiederum südlich des Westway liegt, einer mehrspurigen Schnellstraße. Allerdings verlief die Latimer Road vor dem Bau des Westway (1964–1970) noch weiter südlich bis zur Station. Der Bau der Schnellstraße erforderte den Abriss des mittleren Teilstücks der Latimer Road, der abgetrennte südliche Abschnitt wurde in Freston Road umbenannt. Trotzdem behielt die Station ihren ursprünglichen Namen bei.